# Tricikl
Tricikl je vozilo na tri kotača, pogonjenih ljudskom snagom. Postoje također i motorizirane varijante tricikla.
Tricikli mogu biti s jednim prednjim kotačom, i dva stražnja, ili obratno.
Tricikli se često koriste kao dječje igračke, ali sve češće su u uporabi tricikli za odrasle.
Neke vrste tricikla koriste se u komercijalne svrhe, osobito u zemljama u razvoju, posebno u Africi i Aziji.
Takvi tricikli su obično koncipirani kao npr. biciklističke verzije rikše, koje se koriste za prijevoz putnika, ili kao teretni tricikli.
Na Zapadu se tricikli za odrasle koriste prvenstveno za rekreaciju, kupovinu i tjelovježbu. Tricikle preferiraju djeca i starije osobe zbog njihove prividne stabilnosti u odnosu na bicikl; međutim, konvencionalni tricikli imaju lošu dinamičku bočnu stabilnost, pa vozač mora paziti prilikom skretanja, kako se u zavojima ne bi prevrnuo.

## Vanjske poveznice
- Tricikli za odrasle